# Limnonectes namiyei
Espèce
Synonymes
- Rana namiyei Stejneger, 1901

Statut de conservation UICN

 EN B1ab(iii) : En danger
Limnonectes namiyei est une espèce d'amphibiens de la famille des Dicroglossidae.

## Répartition
Cette espèce est endémique de l'île d'Okinawa dans l'archipel Nansei au Japon.

## Description
Limnonectes namiyei mesure de 79 à 117 mm pour les mâles et de 72 à 91 mm pour les femelles.

## Étymologie
Cette espèce est nommée en l'honneur de Motokichi Namiye (1854-1918).

## Publication originale
- Stejneger, 1901 : Diagnoses of Eight New Batrachians and Reptiles from the Riu Kiu Archipelago, Japan. Proceedings of the Biological Society of Washington, vol. 14, p. 189-191 (texte intégral).